# Windmill Hill (East Sussex)
Windmill Hill – osada w Anglii, w hrabstwie East Sussex. Leży 17,1 km od miasta Hastings, 23,4 km od miasta Lewes i 76,2 km od Londynu. W 2016 miejscowość liczyła 615 mieszkańców.